# Fuchū, Tokyo
Fuchū (tiếng Nhật: 府中市) là một thành phố của vùng đô thị Tokyo, Nhật Bản.
Đến năm 2010, thành phố có dân số ước tính là 253.523 và mật độ dân số là 8.640 người/km². Tổng diện tích là 29,34 km².

## Lịch sử
Thành phố được thành lập ngày 1 tháng 4 năm 1954.

## Thành phố tiếp giáp

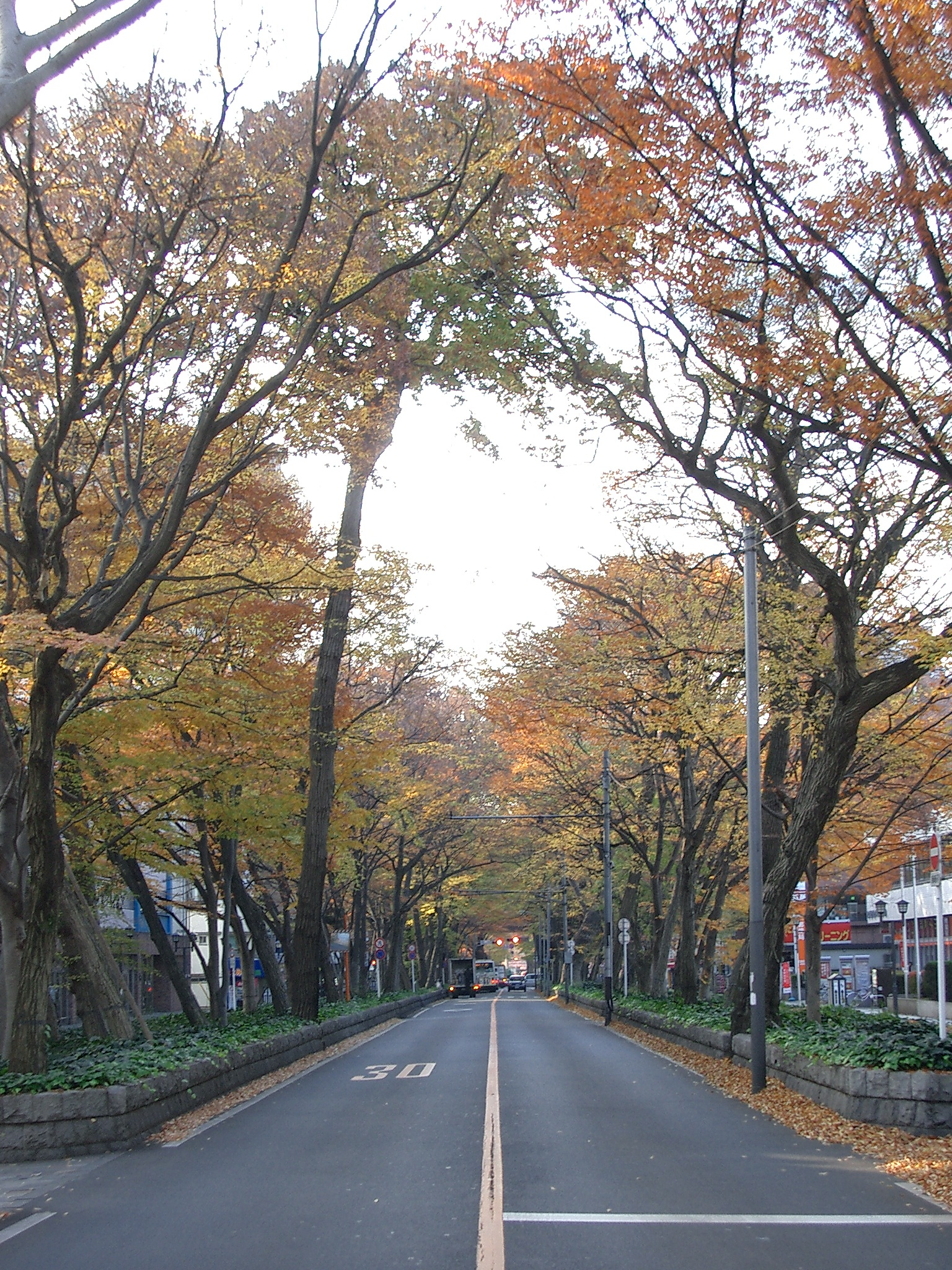
Đại lộ Baba Daimon Keyaki

- Tokyo
  - Kokubunji
  - Koganei
  - Chōfu
  - Inagi
  - Tama
  - Hino
  - Kunitachi

## Thể thao
- Suntory Sungoliath - một đội bóng bầu dục, trụ sở ở Fuchu
- Toshiba Brave Lupus - một đội bóng bầu dục, trụ sở ở Fuchu
- Toshiba Fuchu SC (TFSC) - một câu lạc bộ bóng đá, trụ sở ở Fuchu